# جان مک‌کیب (نویسنده)
جان مک‌کیب (انگلیسی: John McCabe؛ ‏ ۱۴ نوامبر ۱۹۲۰ – ۲۷ سپتامبر ۲۰۰۵) نویسنده، زندگی‌نامه‌نویس و پژوهشگر آثار ویلیام شکسپیر اهل ایالات متحده آمریکا بود.
او دانش‌آموختهٔ دانشگاه دیترویت مرسی (مقطع کارشناسی)، دانشگاه فوردهام (مقطع کارشناسی ارشد) و دانشگاه بیرمنگام (مقطع دکترا) و مدتی استاد دانشگاه ایالتی وین، کالج شهری نیویورک و دانشگاه نیویورک بود.
او زندگی‌نامه‌ای معتبر و مورد تأیید دربارهٔ لورل و هاردی نگاشته‌است که همراه با سایر آثارش، بارها تجدید چاپ شده‌است. وی در سال ۱۹۶۴ «انجمن بین‌المللی لورل و هاردی» موسوم به پسران صحرا را پایه‌گذاری کرد.